# Pierre Zimmermann (brydżysta)
Pierre Zimmermann (ur. 26 maja 1955) – biznesmen a także szwajcarski (do 2008 roku), francuski (w latach 2008-2012) oraz monakijski (od roku 2012) brydżysta z tytułami World Grand Master (WBF) a także European Master (EBL).
Aktualnie (2025) nr 1 w rankingu WBF, najczęściej gra z Michałem Nowosadzkim.
Założył i kieruje Real Estate Company.
Założył profesjonalny zespół brydżowy w Monako. Jego stałym partnerem jest Franck Multon.
Jest żonaty i ma pięcioro dzieci.

## Wyniki brydżowe

### Olimpiady
Na olimpiadach uzyskał następujące rezultaty:
| Olimpiady brydżowe. Zawody teamów | Olimpiady brydżowe. Zawody teamów | Olimpiady brydżowe. Zawody teamów | Olimpiady brydżowe. Zawody teamów | Olimpiady brydżowe. Zawody teamów | Olimpiady brydżowe. Zawody teamów |
| Rok                               | Miejsce                           | Zawody                            | Kategoria                         | Drużyna                           | Pozycja                           |
| --------------------------------- | --------------------------------- | --------------------------------- | --------------------------------- | --------------------------------- | --------------------------------- |
| 2012                              | Lille                             | 2. Olimpiada Sportów Umysłowych   | Open                              | Monaco                            | 3                                 |
| 2008                              | Pekin                             | 1. Olimpiada Sportów Umysłowych   | Miksty                            | Zimmermann                        | 5                                 |
| 2008                              | Pekin                             | 1. Olimpiada Sportów Umysłowych   | Seniors                           | France                            | 17                                |

### Zawody światowe
W światowych zawodach zdobył następujące lokaty:
| Mistrzostwa Świata. Konkurencja teamów | Mistrzostwa Świata. Konkurencja teamów | Mistrzostwa Świata. Konkurencja teamów                | Mistrzostwa Świata. Konkurencja teamów | Mistrzostwa Świata. Konkurencja teamów | Mistrzostwa Świata. Konkurencja teamów |
| Rok                                    | Miejsce                                | Zawody                                                | Kategoria                              | Drużyna                                | Pozycja                                |
| -------------------------------------- | -------------------------------------- | ----------------------------------------------------- | -------------------------------------- | -------------------------------------- | -------------------------------------- |
| 2014                                   | Sanya                                  | 14. Seria Mistrzostw Świata                           | Open                                   | Monaco                                 | 2                                      |
| 2013                                   | Nusa Dua                               | 41. Mistrzostwa Świata Teamów                         | Open                                   | Monaco                                 | 2                                      |
| 2011                                   | Veldhoven                              | 40. Mistrzostwa Świata Teamów                         | Trans                                  | Monako Z                               | 28                                     |
| 2010                                   | Filadelfia                             | 13. Seria Mistrzostw Świata                           | Open                                   | Zimmermann                             | 3                                      |
| 2009                                   | São Paulo                              | 39. Mistrzostwa Świata Teamów                         | Trans                                  | Zimmermann                             | 1                                      |
| 2007                                   | Szanghaj                               | 38. Mistrzostwa Świata Teamów                         | Trans                                  | Zimmermann                             | 1                                      |
| 2006                                   | Werona                                 | 12. Mistrzostwa Świata                                | Open                                   | Zimmermann                             | 33                                     |
| 2005                                   | Estoril                                | 37. Mistrzostwa Świata Teamów                         | Trans                                  | Zimmermann                             | 46                                     |
| 2004                                   | Stambuł                                | 3. Transnarodowe Mistrzostwa Świata Teamów Mikstowych | Miksty                                 | Zimmermann                             | 12                                     |
| 2003                                   | Monte Carlo                            | 36. Mistrzostwa Świata Teamów                         | Trans                                  | Zimmermann                             | 9                                      |
| 2002                                   | Montreal                               | 11. Mistrzostwa Świata                                | Open                                   | Chagas                                 | 33                                     |
| 2000                                   | Maastricht                             | 11. Olimpiada Brydżowa                                | Miksty                                 | Zimmermann                             | 26                                     |
| 1998                                   | Lille                                  | 10. Mistrzostwa Świata                                | Open                                   | Zimmermann                             | 145                                    |

| Mistrzostwa Świata. Konkurencja par | Mistrzostwa Świata. Konkurencja par | Mistrzostwa Świata. Konkurencja par | Mistrzostwa Świata. Konkurencja par | Mistrzostwa Świata. Konkurencja par | Mistrzostwa Świata. Konkurencja par |
| Rok                                 | Miejsce                             | Zawody                              | Kategoria                           | Partner                             | Pozycja                             |
| ----------------------------------- | ----------------------------------- | ----------------------------------- | ----------------------------------- | ----------------------------------- | ----------------------------------- |
| 2010                                | Filadelfia                          | 13. Mistrzostwa Świata              | Miksty                              | Bénédicte Cronier                   | 204                                 |
| 2010                                | Filadelfia                          | 13. Mistrzostwa Świata              | Open                                | Franck Multon                       | 50                                  |
| 2006                                | Werona                              | 12. Mistrzostwa Świata              | Miksty                              | Catherine d'Ovidio                  | 95                                  |
| 2006                                | Werona                              | 12. Mistrzostwa Świata              | Open                                | Franck Multon                       | 68                                  |
| 2002                                | Montreal                            | 11. Mistrzostwa Świata              | Miksty                              | Catherine Saul                      | 94                                  |
| 1998                                | Lille                               | 10. Mistrzostwa Świata              | Miksty                              | Renata Moretti                      | 43                                  |

### Zawody europejskie
W europejskich zawodach zdobył następujące lokaty:
| Zawody europejskie. Konkurencja teamów | Zawody europejskie. Konkurencja teamów | Zawody europejskie. Konkurencja teamów | Zawody europejskie. Konkurencja teamów | Zawody europejskie. Konkurencja teamów | Zawody europejskie. Konkurencja teamów |
| Rok                                    | Miejsce                                | Zawody                                 | Kategoria                              | Drużyna                                | Pozycja                                |
| -------------------------------------- | -------------------------------------- | -------------------------------------- | -------------------------------------- | -------------------------------------- | -------------------------------------- |
| 2014                                   | Mediolan                               | 13. Puchar Europy                      | Open                                   | Monaco FMB                             | 7                                      |
| 2013                                   | Opatija                                | 12. Puchar Europy                      | Open                                   | Monaco FMB                             | 5                                      |
| 2013                                   | Ostenda                                | 6. Otwarte Mistrzostwa Europy          | Open                                   | Monaco                                 | 40                                     |
| 2013                                   | Ostenda                                | 6. Otwarte Mistrzostwa Europy          | Miksty                                 | Zimmermann                             | 17                                     |
| 2012                                   | Ejlat                                  | 11. Puchar Europy                      | Open                                   | Monaco FM                              | 3                                      |
| 2012                                   | Dublin                                 | 51. Mistrzostwa Europy Teamów          | Open                                   | Monaco                                 | 1                                      |
| 2011                                   | Poznań                                 | 5. Otwarte Mistrzostwa Europy          | Miksty                                 | Zimmermann                             | 1                                      |
| 2009                                   | Paryż                                  | 8. Puchar Europy                       | Open                                   | NC France                              | 9                                      |
| 2009                                   | San Remo                               | 4. Otwarte Mistrzostwa Europy          | Open                                   | Zimmermann                             | 17                                     |
| 2009                                   | San Remo                               | 4. Otwarte Mistrzostwa Europy          | Miksty                                 | Zimmermann                             | 5                                      |
| 2008                                   | Pau                                    | 49. Mistrzostwa Europy Teamów          | Open                                   | France                                 | 9                                      |
| 2007                                   | Antalya                                | 3. Otwarte Mistrzostwa Europy          | Open                                   | Zimmermann-Angelini                    | 17                                     |
| 2007                                   | Antalya                                | 3. Otwarte Mistrzostwa Europy          | Miksty                                 | Mouiel                                 | 9                                      |
| 2005                                   | Teneryfa                               | 2. Otwarte Mistrzostwa Europy          | Miksty                                 | Zimmermann                             | 53                                     |
| 2005                                   | Teneryfa                               | 2. Otwarte Mistrzostwa Europy          | Open                                   | Zimmermann                             | 9                                      |
| 2003                                   | Mentona                                | 1. Otwarte Mistrzostwa Europy          | Miksty                                 | Zimmermann                             | 96                                     |
| 2003                                   | Mentona                                | 1. Otwarte Mistrzostwa Europy          | Open                                   | Zimmermann                             | 73                                     |
| 2002                                   | Ostenda                                | 7. Mistrzostwa Europy Mikstów          | Miksty                                 | Zimmermann                             | 7                                      |
| 2000                                   | Bellaria                               | 6. Mistrzostwa Europy Mikstów          | Miksty                                 | Zimmermann                             | 10                                     |

| Zawody europejskie. Konkurencja par | Zawody europejskie. Konkurencja par | Zawody europejskie. Konkurencja par | Zawody europejskie. Konkurencja par | Zawody europejskie. Konkurencja par | Zawody europejskie. Konkurencja par |
| Rok                                 | Miejsce                             | Zawody                              | Kategoria                           | Partner                             | Pozycja                             |
| ----------------------------------- | ----------------------------------- | ----------------------------------- | ----------------------------------- | ----------------------------------- | ----------------------------------- |
| 2013                                | Ostenda                             | 6. Otwarte Mistrzostwa Europy       | Open                                | Franck Multon                       | 19                                  |
| 2013                                | Ostenda                             | 6. Otwarte Mistrzostwa Europy       | Miksty                              | Bénédicte Cronier                   | 161                                 |
| 2009                                | San Remo                            | 4. Otwarte Mistrzostwa Europy       | Open                                | Franck Multon                       | 12                                  |
| 2009                                | San Remo                            | 4. Otwarte Mistrzostwa Europy       | Miksty                              | Bénédicte Cronier                   | 24                                  |
| 2007                                | Antalya                             | 3. Otwarte Mistrzostwa Europy       | Kobiety                             | Bénédicte Cronier                   | 173                                 |
| 2007                                | Antalya                             | 3. Otwarte Mistrzostwa Europy       | Open                                | Franck Multon                       | 44                                  |
| 2005                                | Teneryfa                            | 2. Otwarte Mistrzostwa Europy       | Mikst                               | Renata Saporta-Tworzydło            | 75                                  |
| 2005                                | Teneryfa                            | 2. Otwarte Mistrzostwa Europy       | Open                                | Pierre Saporta                      | 88                                  |
| 2003                                | Mentona                             | 1. Otwarte Mistrzostwa Europy       | Open                                | Pierre Saporta                      | 335                                 |
| 2003                                | Mentona                             | 1. Otwarte Mistrzostwa Europy       | Mikst                               | Catherine Saul                      | 328                                 |
| 2002                                | Ostenda                             | 7. Mistrzostwa Europy Mikstów       | Mikst                               | Renata Moretti                      | 142                                 |
| 2001                                | Sorrento                            | 11. Mistrzostwa Europy Par          | Open                                | Pierre Saporta                      | 79                                  |
| 2000                                | Bellaria                            | 6. Mistrzostwa Europy Mikstów       | Mikst                               | Renata Moretti                      | 285                                 |

## Klasyfikacja
- Pierre Zimmermann – klasyfikacja WBF (ang.)
- Pierre Zimmermann – klasyfikacja EBL (ang.)